# 71-628
71-628は、ロシア連邦の鉄道車両メーカーのウスチ＝カタフスキー車両製造工場が製造・展開する路面電車車両。車内全体の床上高さを抑えた超低床電車である。

## 概要
2021年に試作車が公開された、ウスチ＝カタフスキー車両製造工場が展開する路面電車車両。同企業は2010年代以降各都市へ向けて超低床電車（KTM-23、KTM-31等）の生産を実施しているが、これらの車両と異なり71-628は車内全体の床上高さを下げ、段差をなくした100 %低床構造を採用している他、床下に台車が設置されている箇所でも最大700 mmの通路幅を確保しており、流動性の向上が図られている。また、台車は1次・2次ばね双方を採用しており、騒音や振動が抑制される。
車内は冷暖房双方に対応した空調が設けられている他、LEDを用いた車内照明は色を任意に調整可能である。また、製造過程で用いた材料は環境負荷を低減したものが使われている。

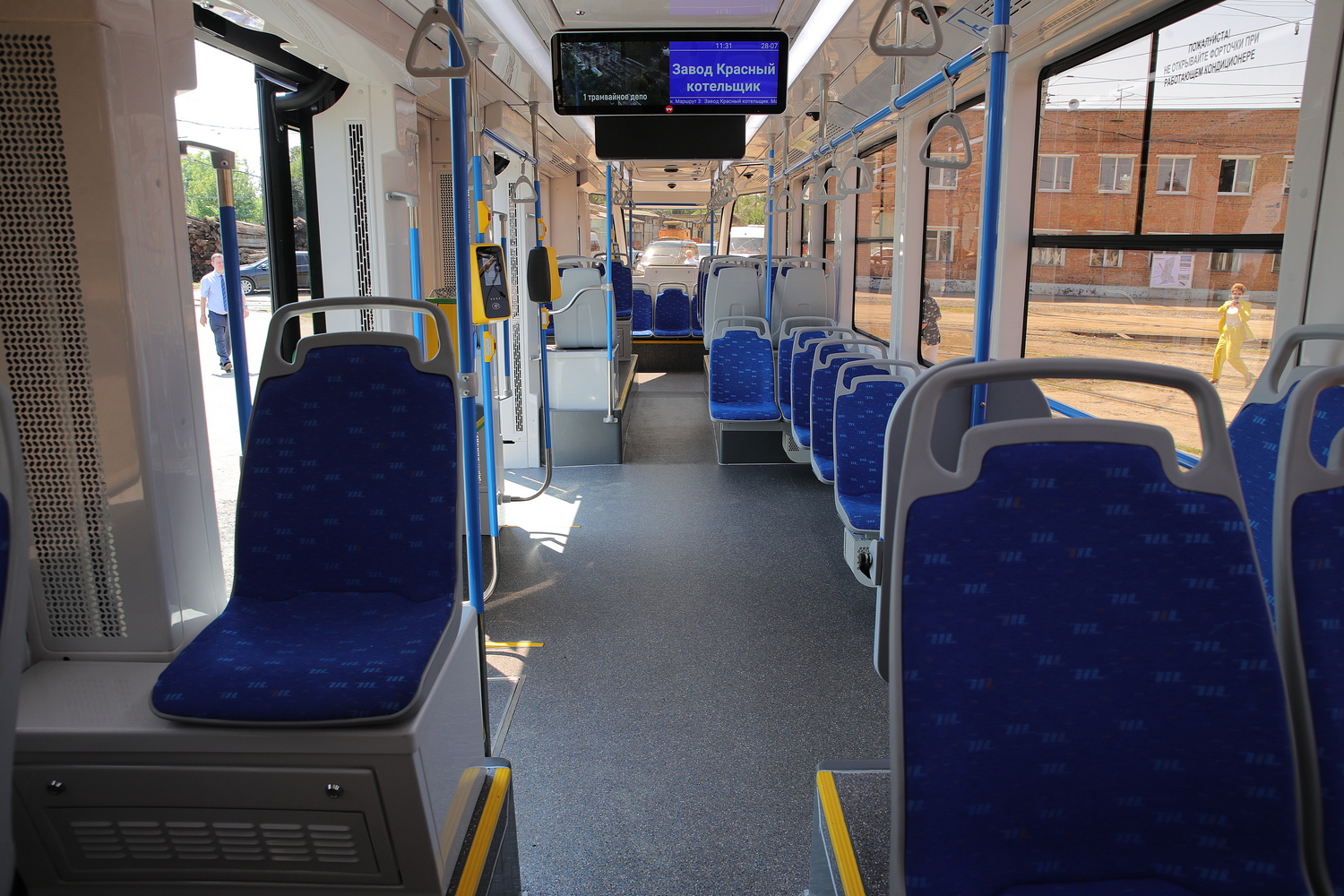
車内

## 導入都市
2023年現在、71-628が使用されている、もしくは導入が予定されている都市は以下の通りである。

### タガンログ
タガンログ市内を走るタガンログ市電は2021年5月に線路や施設の改修に加え、既存の車両の全面置き換えを目的にウスチ＝カタフスキー車両製造工場との間に71-628に関する60両分の発注を実施した。2022年の秋季までに全車の納入が完了する予定となっており、そのうち同年導入分の一部については次項で述べる「71-628M」となっている。塗装については事前に住民投票が行われ、その結果選択された赤地に白帯という塗り分けが採用されている。

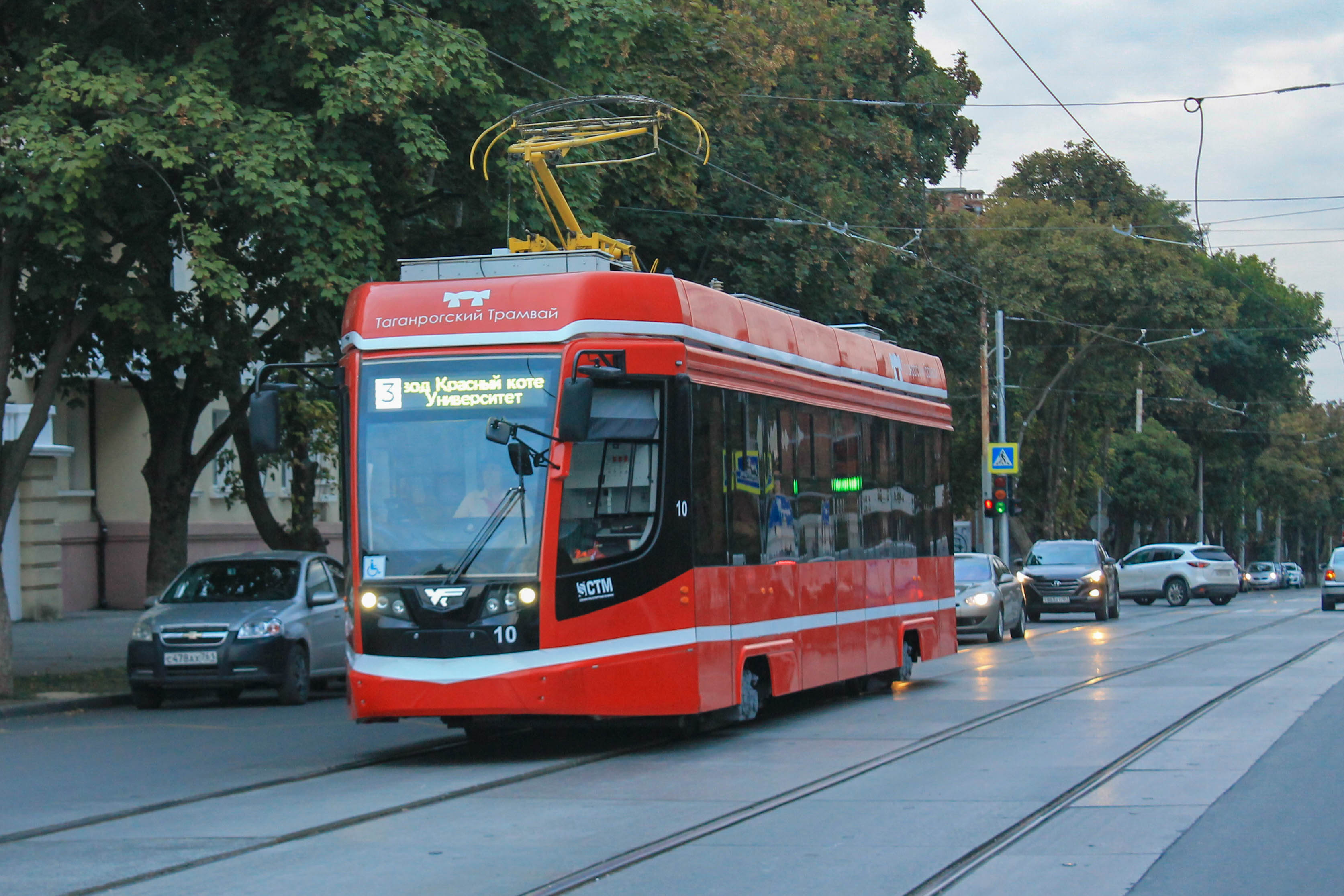
71-628（タガンログ市電） （2022年撮影）
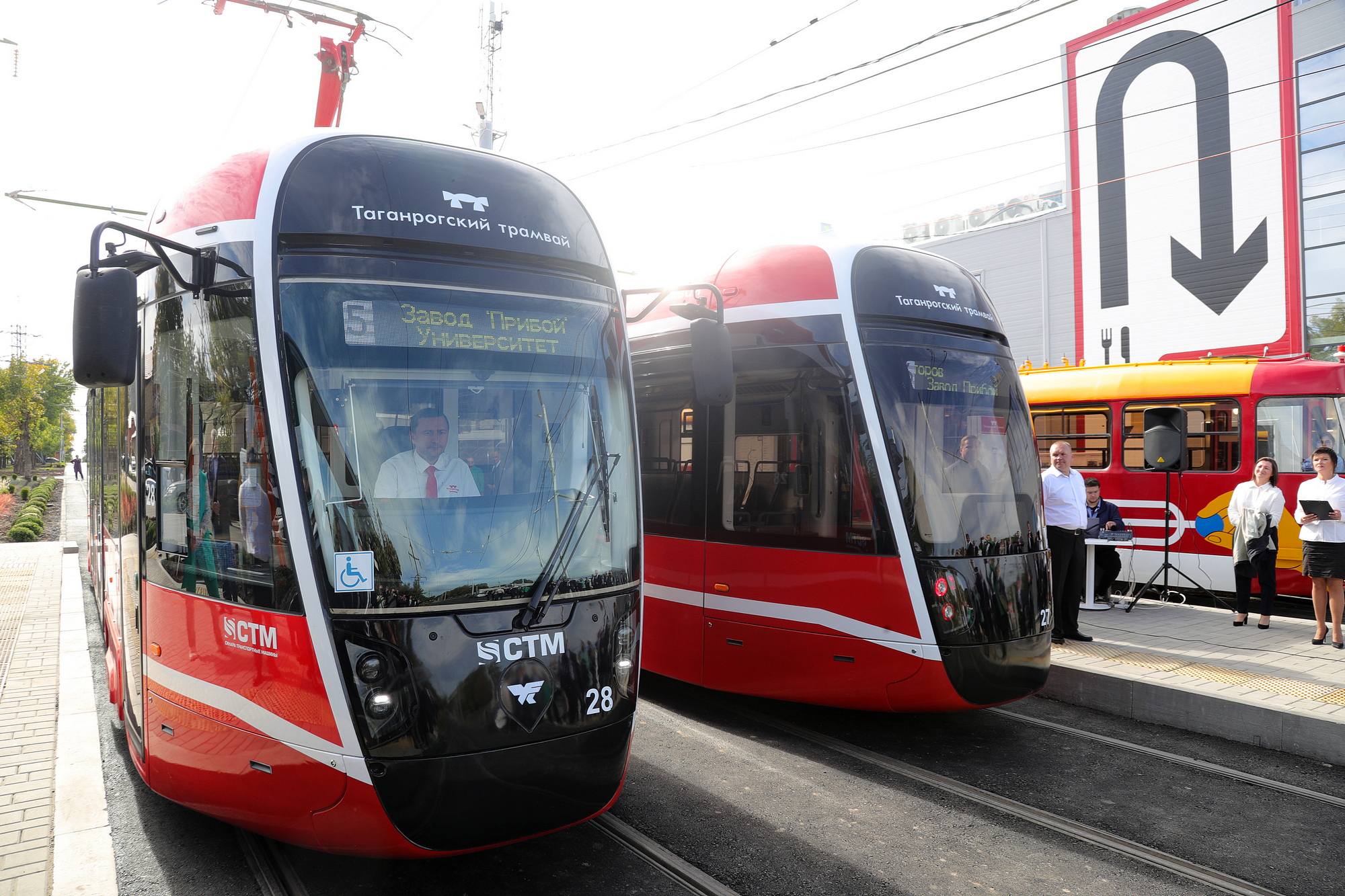
71-628M（タガンログ市電） （2022年撮影）

### チェリャビンスク
71-628の試作車の公開や試運転が実施されたチェリャビンスクの路面電車であるチェリャビンスク市電では当初導入予定は存在しなかったが、2022年に量産車の製造契約が締結された。同年6月から順次チェリャビンスクへの納入が開始されており、合計30両が導入されることになっている。

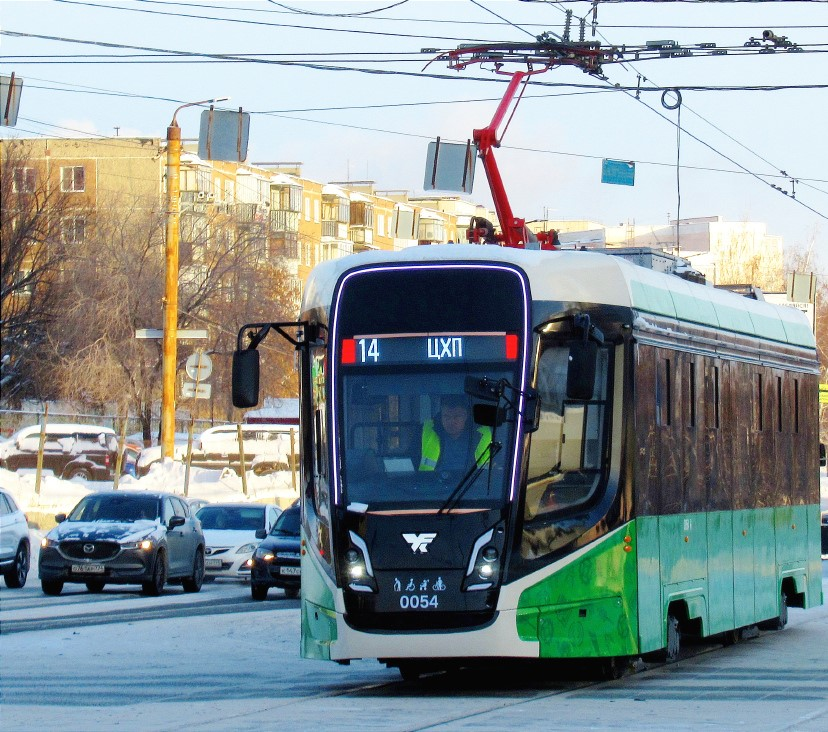
71-628（チェリャビンスク市電） （2023年撮影）

### リペツク
リペツク市内に存在する路面電車であるリペツク市電には、2023年以降初の超低床電車として71-628（71-628-02）の導入が実施された。これらはモビスタ・リージョンズ・リペツク（Мовиста Регионы Липецк）を介した納入が進められ、2023年内に28両、2024年までに全46両の製造が行われている。

### サンクトペテルブルク
サンクトペテルブルクの路面電車であるサンクトペテルブルク市電には、合計14両の71-628（71-628-02）が導入される事になっている。これらの車両は回生ブレーキを備えた充電システムが搭載され、停電時にも架線から電力を得ずに最大3 kmの自立走行が可能である他、人工知能技術を用いた運転支援・安全対策システム「Cognitive Tram Pilot」が搭載されている。当初は2023年9月から2024年4月にかけて導入が実施される予定であったが、実際は2023年12月までに全車の導入が完了し、営業運転への投入も行われている。

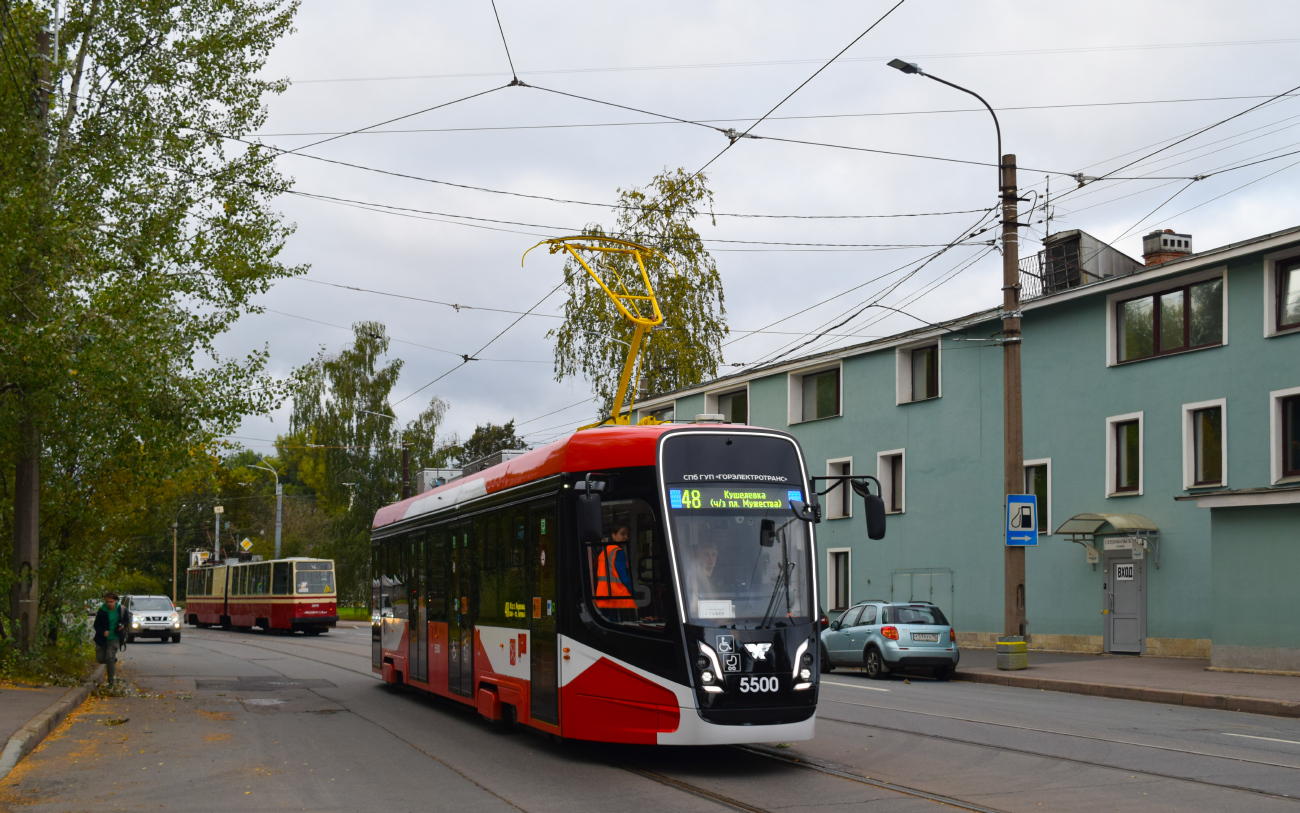
71-628-02（サンクトペテルブルク市電） （2023年撮影）

### マグニトゴルスク
マグニトゴルスク市内に路線網を有するマグニトゴルスク市電には、同路線初の100 %低床構造の車両として、2023年11月に2両の71-628が納入された。以降、2024年末までにこれらの車両を含め合計12両の71-628が導入される事になっている。

### ヤロスラヴリ
ヤロスラヴリの路面電車であるヤロスラヴリ市電には、2023年12月以降2025年までに合計47両の71-628（71-628-02）が導入される事になっている。

### クラスノヤルスク
2023年、ウスチ＝カタフスキー車両製造工場はクラスノヤルスク市内の路面電車であるクラスノヤルスク市電向けの新型車両の製造契約をクラスノヤルスク市との間に結んだ。それを基に1両の71-628Mが生産され、翌2024年2月に納入が行われている。

### トムスク
2023年11月、ウスチ＝カタフスキー車両製造工場は、リース会社を介する形でトムスク市内の路面電車であるトムスク市電向けの車両の導入契約を獲得した。これに基づき、2024年4月から7月の間に5両の車両（71-628-01）が製造される事になっている。

### クラスノダール
クラスノダールの路面電車であるクラスノダール市電では、路線の近代化や新規路線の開通に合わせる形で新型電車の導入が行われており、その一環として71-628-01が合計20両導入される事になっている。最初の車両は同年7月に到着し、試運転を経て8月から営業運転を開始する。

## 未導入都市

### モスクワ
ロシア連邦の首都・モスクワの路面電車であるモスクワ市電の運営事業者は、2020年に旧型電車の置き換えを目的にシナラ・グループに属するSTMトレーディングハウス（Торговый дом СТМ）との間に新型超低床電車の導入に関する契約を結んだ。シナラ・グループ全体に路面電車車両の製造実績が存在しなかったため複数の鉄道車両メーカーと交渉を実施した結果、ウスチ＝カタフスキー車両製造工場が車両の製造を担当する事となった。
これを受けて製造が行われる新型車両は「71-628M（71-628М）」と言う形式名が付けられ、試作車やタガンログ向け車両からデザインが変更された他、電圧の低下などの非常時に備えて最長1 kmの走行が可能なスーパーキャパシタが搭載される事になっていた。また、車内には充電用のUSBコネクタが複数設置された。
2021年中に50両が、2022年までに計画されている全90両が導入される予定であったが、2022年時点で完成した車両は1両のみであり、その後も納入スケジュールの遅延を始めとした契約違反が相次いだ結果、モスクワ市電の運営権を従来の事業者から受け継いだ単一企業体のモスクワメトロ公社は2021年11月に契約の打ち切りを発表し、モスクワ市電に71-628Mが導入されることはなかった。

## 関連形式
- 71-638、71-639 - 71-628の設計を基に設計が行われる3車体連接車。そのうち71-638はチェリャビンスク地下鉄への導入が予定されている[24][25]。